# ニュータイプノベルズ
ニュータイプノベルズ（Newtype Novels）は、1996年から2000年にかけて角川書店（現在はKADOKAWAのブランド）より刊行されていたライトノベル系ノベルズレーベル。
同社のアニメ雑誌『月刊ニュータイプ』の名称を冠していることからも明らかなように、アニメおよびコンピュータゲームのノベライズ作品がラインナップを占め、オリジナル作品は存在しない。
また当レーベルは、同じ角川が刊行していた「カドカワノベルズ」（「カドカワ・エンタテインメント」の前身レーベル）や「カドカワファンタジー」とは別系列である。

## 作品一覧
- 青の6号（神山修一）
- ありす・イン・サイバーランド（泥士朗）
- VIRUS（加藤ちたか）
- 時空転抄ナスカ（加藤ちたか）
- シャーマニックプリンセス―ヨルドの座（渡辺麻実）
- 天空のエスカフローネ（塚本裕美子）
- NOëLシリーズ
  - NOëL（神山修一）
  - NOëL 〜La Neige〜（辰宮成彦）
  - NOëL 〜Le Soleil〜（神山修一）
- VS騎士ラムネ&40炎（あかほりさとる）
  - VS騎士ラムネ&40FRESH（長谷川勝己）
- B'T X（富田祐弘）
- BROTHERS（南原順）
- マクロス ダイナマイト7（飯野文彦）